# Biekorf (cultuurcentrum)
De Biekorf is een cultureel complex in het centrum van de Belgische stad Brugge.
Toen de vroegere hoofdstadsbibliotheek, gevestigd in het Tolhuis, aan het Jan van Eyckplein, met plaatsgebrek te kampen kreeg, werden de architecten Luc Dugardyn en Luc Vermeersch aangesteld om een nieuw bibliotheekgebouw te ontwerpen. De Biekorf, gebouwd in 1975, is centraal gelegen op de culturele as tussen het Stedelijk Conservatorium en de Stadsschouwburg. Het gebouw verving het warenhuis A l'Innovation, dat vanaf 1922 stelselmatig de oorspronkelijk daar gevestigde privé-woningen en het warenhuis Tietz innam. Er werd gekozen voor een ontwerp waarbij de interne ruimteverdeling van de bibliotheek naar de gevels wordt vertaald. Zo is de leeszaal op de eerste verdieping herkenbaar aan de grote vensteropeningen, die de ruimte helder verlichten. Het magazijn op de tweede verdieping heeft veel kleinere vensters, want daar is minder licht nodig. Opvallend zijn de vooruitspringende muurdammen, die het geheel een plastisch effect verlenen. Het bibliotheekgebouw werd in 1986 in gebruik genomen.
Voorts bevinden zich in het Biekorfcomplex onder andere ook een theaterzaal, een cultuurcafé en de administratie van het Cultuurcentrum Brugge. Deze werden toegevoegd als nuttig gebruik van de reserveruimten die aanvankelijk als doel hadden vroeg of laat in de bibliotheek te worden geïntegreerd. Intussen zijn het echter vaste elementen binnen het complex geworden. In de theaterzaal van de Biekorf, die beschikt over een in- en uitklapbare tribune met 224 zitplaatsen, vinden concerten en vaak kleinschalige en eerder experimentele producties van zowel theater, muziektheater als dans plaats. Om de bibliotheek zelf alsnog te kunnen uitbreiden, werd de overdekte doorgang tussen de Kuipersstraat en de Sint-Jakobsstraat tijdens de tweede helft van 2010 omgevormd tot nieuwe bibliotheekruimte. Onder het complex ligt een parkeergarage met zo'n 200 plaatsen.